# ドリュー・カーピシン
ドリュー・カーピシン（Drew Karpyshyn）は、カナダのコンピュータゲームシナリオライター、脚本家、小説家。

## キャリア
カーピシンは、一時期地元の信用組合で、融資担当者や投資アドバイザーとして働いていた。交通事故で車を失った後、彼は仕事を辞めて大学に戻り、英語の学位を取得した。ウィザーズ・オブ・ザ・コースト（WotC）のゲーム・デザイナーとしてキャリアをスタートさせ、ダンジョンズ&ドラゴンズ（D&D）の「フォーゴトン・レルム」を舞台とする小説を執筆した。『Baldur's Gate II: Throne of Bhaal』と『Temple Hill』で、共に2001年に出版された。
カーピシンは2000年に、コンピュータゲーム制作会社バイオウェアに入社した。『Star Wars: Knights of the Old Republic』ではシナリオと台詞の多くを執筆し、2003年のゲーム・デベロッパーズ・チョイス・アワードで「Excellence in Writing」を受賞した。後に『ジェイド エンパイア 〜翡翠の帝国〜』のリード・ライター兼プランナーの一人となり、『バルダーズ・ゲートシリーズ』のいくつかの作品に関わった。彼が次に関わる主要プロジェクトは『Mass Effect シリーズ』である。彼の3冊目の著書『Darth Bane: Path of Destruction』は2006年にDel Rey Ballantine Booksから出版された。
2008年のElan Awardsでは、『Mass Effect』がゲーム・オブ・ザ・イヤーに選ばれたほか、4つの賞を受賞した。
カーピシンは『Star Wars: The Old Republic』（『SW:TOR』）の開発に携わるため、テキサス州オースティンに移住した。2012年2月、自身のプロジェクトに集中するためバイオウェアを退社した。2015年にバイオウェアに戻り、『SW:TOR』のリリース後の開発に専念した。その後、2017年に『ANTHEM』の制作に着手した。2018年3月、彼は再びバイオウェアを離れ、より多くのオリジナル小説、SFグラフィックノベルの共同制作、フリーランスのゲームの仕事などに取り組むと発表した。
カーピシンは2020年2月、元バイオウェアスタッフのジェイムズ・オーレンとチャド・ロバートソンがスタジオリーダーを務めるWotCの内部スタジオ、Archetype Entertainmentに参加したことを発表した。Archetypeは2020年1月に公開されており、新しいSFロールプレイングゲームに取り組んでいた。カーピシンは、バイオウェアが何年もかけて変わっていくにつれ、ビデオゲーム開発への興味が薄れていったが、「情熱が再燃した」という。「スタジオの雰囲気は、私がバイオウェアに在籍していた初期の頃を思い出させます。空気中に魔法を感じます。」と語っている。

## 私生活
2000年3月、カーピシンはクイズ番組『ジェパディ!』に出演し、3位に入賞した。NFLのサンディエゴ・チャージャーズのファンである。彼は、NFLではビル・ベリチックがシスの道に従う可能性が最も高く、ペイトン・マニングがジェダイの可能性が最も高いと語っている。音楽の好みは、フー・ファイターズやグリーン・デイなど、いわゆる "メインストリームのオルタナティヴ "寄りだが、セージ・フランシスの「The Best of Times」も気に入っている。夜、音楽をかけずに執筆するのが好きだという。
カーピシンは、1971年7月28日にカナダのアルバータ州エドモントンで生まれた。 以前は、アルバータ州シャーウッドパークに妻のジェニファーと共に住んでいた。 2009年の春、彼は家族と一緒にテキサス州オースティンに引っ越した。

## 関連作品

### コンピュータゲーム
- Baldur's Gate II: Shadows of Amn (2000)
- Baldur's Gate II: Throne of Bhaal (2001)
- Neverwinter Nights (2002)
- Neverwinter Nights: Hordes of the Underdark (2003)
- Star Wars: Knights of the Old Republic (2003)
- ジェイド エンパイア 〜翡翠の帝国〜 (2005)
- Mass Effect (2007)
- Mass Effect 2 (2010)
- Star Wars: The Old Republic (2011)
- ANTHEM (2019)[11]

### 小説

#### フォーゴトン・レルム
- Baldur's Gate II: The Throne of Bhaal (2001)
- Temple Hill (2001)

#### スター・ウォーズ
- Star Wars - Darth Bane: Path of Destruction (2006)
- Star Wars - Darth Bane: Rule of Two (2007)[7]
- Star Wars - Darth Bane: Dynasty of Evil (2009)[7]
- Star Wars: The Old Republic: Revan (2011)[15]
- Star Wars: The Old Republic: Annihilation (2012)

#### Mass Effect
- Mass Effect: Revelation[注 2] (2007)
- Mass Effect: Ascension (2008)[7]
- Mass Effect: Retribution (2010)[16]

#### Chaos Born
- Children of Fire (2013)
- The Scorched Earth (2014)
- Chaos Unleashed (2015)